# Ich will mein Leben leben
Ich will mein Leben leben ist ein US-amerikanisches Filmdrama aus dem Jahr 1942 mit Bette Davis, Olivia de Havilland und George Brent in den Hauptrollen. Regie führte John Huston. Der Film beruht auf Ellen Glasgows Roman In This Our Life, für den sie 1942 mit dem Pulitzer-Preis ausgezeichnet wurde.

## Handlung
Stanley Timberlake steht kurz vor ihrer Hochzeit mit dem Rechtsanwalt Craig Fleming, hat jedoch ein Verhältnis mit dem Arzt Peter Kingsmill, dem Mann ihrer Schwester Roy. Roy bedauert, dass sich ihr Verhältnis zu ihrer Schwester gewandelt hat und das alte Vertrauensverhältnis nicht mehr besteht. Die junge Frau ist überrascht, als sie ihren Mann beim Kofferpacken entdeckt. Peter meint, er müsse zu einem Ärztekongress. Roy registriert, dass er sich ihr gegenüber ziemlich merkwürdig benimmt. Mit den Worten, dass er sie liebe, verschwindet Peter dann fast fluchtartig.
Als Stanleys Verlobter Craig Zeit mit ihr verbringen will, schickt sie ihn unter einem Vorwand weg mit der seltsamen Bemerkung, dass er viel zu gut für sie sei. Dann packt sie ihre Koffer.
Am nächsten Tag sucht Asa Timberlake, der Vater der Schwestern, nach Stanley. Auch seinen Schwager William Fitzroy befragt er nach Stanleys Verbleib. Fitzroy lebt, im Gegensatz zur Familie Timberlake, in ausgezeichneten wirtschaftlichen Verhältnissen. Stanley konnte ihren Onkel William stets um den Finger wickeln,  ihr gegenüber zeigte er sich immer äußerst großzügig. Seine Liebe zu ihr geht wohl über die eines Onkels hinaus. Als Asa erwähnt, dass auch Peter verschwunden sei, regt sich William über alle Maßen auf.
Wieder zu Hause angekommen, erfährt Asa von seiner Frau Lavinia, dass Stanley sich gemeldet habe mit der Mitteilung, es tue ihr Leid, aber sie und Peter hätten „nicht anders gekonnt“, woraufhin klar wird, dass Stanley mit dem Mann ihrer Schwester durchgebrannt ist. Roy ist maßlos enttäuscht und reagiert bitter. Sie will nun nicht mehr „weich“ sein, sondern ebenso egoistisch wie Onkel William und Stanley werden.
Nach einiger Zeit hat bei Stanley und Peter in Baltimore der Alltag Einzug gehalten, der so aussieht, dass Peter den ganzen Tag als Arzt arbeitet und Stanley sich langweilt. Als Peter und sie eines Abends, an ihrem Hochzeitstag, ein Tanzlokal aufsuchen, kommt es zum Streit. Peter muss am anderen Morgen seinen Dienst schon in aller Frühe antreten, Stanley will aber noch nicht nach Hause. In der Folgezeit gibt es wegen Stanleys Uneinsichtigkeit und ihres egoistischen Verhaltens immer wieder Streit zwischen den Eheleuten. Peter meint, dass sie ihm laufend Rechnungen präsentiere, die er nicht bezahlen könne und dass seine Hände bei Operationen schon zittern würden. In seiner Verzweiflung fängt er an zu trinken.
Inzwischen sind Roy und Peter geschieden und Roy hat ein freundschaftliches Verhältnis zu Craig entwickelt, den sie dazu bringen konnte, neuen Mut zu fassen, und seinem Beruf wieder mehr Aufmerksamkeit zu widmen. Sie verabreden sich sogar, um gemeinsam etwas zu unternehmen. Dabei kommt es auch zu einem ersten Kuss. Die immer inniger werdende Beziehung beider mündet schließlich in einem Heiratsantrag von Craig. Roy bittet ihn, ihr noch ein wenig Zeit zu lassen.
Als William Fitzroy Craig ein Angebot macht, ihn als seinen alleinigen Anwalt in allen seinen Angelegenheiten zu vertreten, er dann aber auf „bestimmte ihm nicht genehme“ Klienten verzichten müsse, lehnt Craig zu Fitzroys großer Entrüstung ab. Roy jedoch ist stolz auf ihn und meint, dass sie nicht mehr länger mit der Ehe warten müssten.
Dann kommt ein Anruf aus Baltimore. Peter hat sich das Leben genommen. Roy ist davon überzeugt, dass Stanley ihn dazu gebracht habe. Onkel Williams erster Gedanke jedoch gilt mal wieder Stanley, in Sorge darum, was sie nun durchmachen müsse. Roy fährt zu ihrer Schwester nach Baltimore, um sie nach Hause zu holen. Stanley klagt sich pausenlos selbst an, was aber eher ihrem schlechten Gewissen entspringt. Roy nimmt sie tröstend in den Arm und beweist große Haltung. Todtraurig betrachtet sie dabei das am Bett von Stanley stehende Foto von Peter.
Eine ganze Weile ist vergangen, Stanley ist wieder zu Hause bei den Eltern. Langsam wird sie der schwarzen Kleidung überdrüssig, sie will wieder leben. Auch neidet sie ihrer Schwester das neue Glück mit Craig, der doch einmal „ihr gehörte“. Alles Kokettieren hilft ihr jedoch nicht, Craig lässt sie abblitzen. Die junge Frau hadert mit ihrem Schicksal und versucht über Onkel William an Geld zu kommen, doch die Bedingungen, die er ihr stellt, gefallen ihr nicht. William Fitzroy hatte Stanleys Vater vor vielen Jahren geschäftlich hintergangen und das damals gemeinsam aufgebaute Tabakgeschäft mit unfairen Mitteln an sich gerissen.
Unter einem Vorwand taucht Stanley bei Craig im Büro auf. Als sie merkt, dass Craig immun gegen ihre Annäherungsversuche ist, wirft sie ihm an den Kopf, dass er sich selbst etwas vormache, in Wirklichkeit aber nie über sie hinwegkommen werde und sie am liebsten küssen würde, aber sich nur nicht traue. Dann verkündet sie, sie warte abends in der „Sunset Bar“ auf ihn und trägt den „Termin“ sogar in seinem Kalender ein. Craig kommt nicht zu der Verabredung. Maßlos enttäuscht und wütend, setzt Stanley sich in ihren Wagen und braust mit überhöhter Geschwindigkeit davon. Es kommt zu einem schweren Unfall. Sie schaut sich nur kurz um und fährt weiter. Als die Polizei anderentags klingelt, tut Stanley so, als wüsste sie von nichts. Der Inspektor erzählt ihr, dass ein Kind bei einem Verkehrsunfall getötet wurde und ihr Wagen mit Blut an der Stoßstange in einer Seitenstraße gefunden worden sei. In die Enge getrieben greift Stanley zu einer weiteren Lüge und schwärzt Parry Clay, einen dunkelhäutigen Jungen, der im Kontor von William Fitzroys Firma arbeitet, an. Parry ist ein sehr kluger, strebsamer junger Mann, der studieren und Anwalt werden will. Sie habe den Wagen auf der Straße stehen lassen, da er von Parry noch hätte gewaschen werden sollen. Was er dann damit angestellt hätte, wisse sie nicht. Parrys Mutter Minerva erzählt Roy später, dass ihr Sohn den gesamten Abend über zu Hause gewesen sei und in seinen Büchern studiert habe. Stanley habe angerufen, dass sie den Wagen noch brauche und er nicht gewaschen werden müsse. Als Roy Craig davon erzählt, verteidigt er Stanley und will zunächst nicht glauben, dass Stanley etwas mit dem Unfall zu tun habe. Als Roy Stanley mit der Aussage von Parrys Mutter konfrontiert, giftet sie ihre Schwester in hässlicher Weise an und versteigt sich dazu, zu behaupten, dass Craig nur mit ihr zusammen sei, weil er sie, Stanley, nicht haben könne.
Das verunsichert Roy so sehr, dass sie einige Zeit später Craig gegenüber andeutet, sie würde ihn für ihre Schwester freigeben, doch Craig nimmt sie nur in die Arme und versichert ihr, dass er sie liebe und immer brauchen werde, solange er lebe.
Auch als Craig Stanley zu einer Gegenüberstellung mit ins Gefängnis nimmt, wohin Parry inzwischen gebracht wurde, beharrt sie auf ihrer Version. Selbst die Verzweiflung des jungen Mannes kann sie nicht erweichen. Craig und Roy reden ihr erneut ins Gewissen und wollen, dass sie die Wahrheit sagt. Craig konfrontiert sie mit dem Kalendereintrag und der Aussage des Barkeepers, der sich sehr genau an sie erinnern könne. Die Mutter der Schwestern, die ohnehin kränkelnd ist, bricht zusammen, als Stanley endlich alles zugibt. Stanley ist seit jeher ihre Lieblingstochter. Craig und Roy wollen Stanley zum Polizeirevier begleiten. Stanley meint, dass sie sich nur kurz umziehen wolle und dann mitkomme, um ihre Aussage zu machen. Sie rennt jedoch zu ihrem Auto und fährt zu Onkel William. Wie ein kleines Kind fleht sie ihn um Hilfe an. Der alte Herr sitzt jedoch völlig teilnahmslos in seinem Stuhl. Er hat gerade erfahren, dass er nur noch circa sechs Monate zu leben habe. Stanley interessiert das überhaupt nicht, sie schreit ihn an, dass er sein Leben schon gelebt habe, sie aber ihres noch vor sich hätte, und meint, niemand würde an sie denken.
Wieder in ihrem Auto, fällt sie zwei Polizeibeamten in einem Streifenwagen wegen stark überhöhter Geschwindigkeit auf und wird von den Beamten verfolgt. In halsbrecherischer Weise rast sie davon, eine kurvenreiche Straße entlang. Als sie das Gaspedal immer wieder voll durchdrückt, passiert es, dass sie aus der Kurve fliegt, das Geländer durchbricht, und der Wagen Feuer fängt. Die Polizisten können sie gerade noch herausziehen. Stanley ist jedoch tot. Craig wird darüber telefonisch verständigt. „Es liegt nicht mehr in unserer Hand, wir können nichts mehr für sie tun“, sagt er traurig zu Roy.

## Filmnotizen
- Teils wird lanciert, dass Humphrey Bogart zusammen mit Filmkollegen aus Die Spur des Falken einen Gastauftritt in diesem Film gehabt habe, was jedoch nicht stimmt. John Huston drehte Die Spur des Falken unmittelbar vor Ich will mein Leben leben.[1]
- Es gibt jedoch Verbindungen zum Film Die Spur des Falken. Beide Filme schildern den Zerfall einer Gruppe von Menschen, im „Maltese Falcon“ ist es eine künstliche, in Ich will mein Leben leben eine tatsächliche Familie. In beiden Filmen muss ein untreuer Ehemann sterben und in beiden Filmen liebt der Titelheld eine Frau mit Abgründen. Er verschmäht sie später zwar, leidet aber darunter, dass er ihr nicht helfen kann.[2]
- Bette Davis war der Meinung, dass John Huston die Regie im Film nicht aufgrund seines Talentes erhalten habe, sondern durch seinen Vater Walter Huston. Zusätzliche Probleme gab es dadurch, dass Huston sich bereits am Anfang der Verfilmung in Olivia de Havilland verliebte und die Davis meinte, dass er de Havilland mit mehr Nahaufnahmen bedenke, woraufhin sie ihm klarmachte, wer der Star des Films sei.[1]
- Das Filmstudio hatte Schwierigkeiten, für die Rolle des Parry Clay eine adäquate Besetzung  zu finden. Bette Davis bemerkte Ernest Anderson, der als Kellner im Studio arbeitete, und war von dessen Auftreten und Ausstrahlung so beeindruckt, dass sie Huston auf ihn aufmerksam machte. Er bekam die Rolle.[1]
- John Hustons Vater Walter Huston ist in diesem Film, auch wenn er nur eine kleine Nebenrolle als Barkeeper spielt, eine Schlüsselfigur. Er ist es, der Stanleys (Bette Davis) Lüge aufdecken kann, weil er sich sehr genau an sie erinnert. Er lauscht gerade einem Boxkampf, als Stanley die Bar betritt und die Musicbox so laut stellt, dass er nichts mehr verstehen kann. Hätte sie das nicht getan, hätte sich wohl niemand an sie erinnert.[2][1]
- Zu den Höhepunkten des Films zählen die gemeinsamen Auftritte von Charles Coburn als Onkel William und Bette Davis als Stanley; vor allem die Schlussszene, in der sie ihn - in die Enge getrieben - um Hilfe anfleht, und es ihr völlig egal ist, dass der alte Mann, gerade eine niederschmetternde Nachricht erhalten hat. Auch die gemeinsamen Szenen von Bette Davis und Olivia de Havilland sind fesselnd und demonstrieren eindrucksvoll die Unterschiedlichkeit der beiden Hauptfiguren, die vom kontrastierenden Spiel ihrer Darstellerinnen getragen werden.[3] Olivia de Havilland und Bette Davis waren privat eng befreundet und voller Hochachtung vor der Arbeit der jeweils anderen.[1] Aufschlussreich ist auch die Szene, in der Stanley (Bette Davis) meint, dass ein schwarzer Amerikaner wie Parry Clay vor Gericht gegen sie sowieso keine Chance habe, da seine Aussage gegen ihre (die einer Südstaaten-Tochter aus gutem Hause) stehe.[3][1]
- Mit George Brent drehte die Davis insgesamt 11 Filme, darunter einige ihrer erfolgreichsten. Sie und George Brent waren privat befreundet.[3]
- In späteren Jahren gab es eine kritische Auseinandersetzung zwischen Bette Davis und der Schriftstellerin der Vorlage Ellen Glasgow. Glasgow brachte ihre Unzufriedenheit über die Verfilmung zum Ausdruck und die Davis bot ihr Paroli.[1]
- Es gibt auch eine computercolorierte Fassung des in Schwarzweiß gedrehten Films.[1]

### Produktion
Die Filmrechte an Ellen Glasgows Roman wurden 1941 von Warner Bros. für 40.000 US-Dollar erworben. Die Hauptrollen sollten ursprünglich mit Olivia de Havilland und Errol Flynn besetzt werden. Gedreht wurde von Oktober 1941 bis Dezember 1941 in den Warner Bros.-Studios in Burbank im US-Bundesstaat Kalifornien. Der Film hatte am 8. Mai 1942 in New York Premiere. Am 31. Mai 1963 wurde Ich will mein Leben leben erstmals in der Bundesrepublik Deutschland im Fernsehen gezeigt.
Der Film wurde seinerzeit von den Kritikern zwar überwiegend verrissen, jedoch gab es auch einige, für die Bette Davis’ Leistung in diesem Film als eine ihrer besten galt. An den Kinokassen spielte der Film Warner Brothers einen satten Gewinn ein.

### Synchronisation
1962 wurde der Film in Berlin auf Deutsch synchronisiert.
| Rolle              | Darsteller          | Synchronsprecher  |
| ------------------ | ------------------- | ----------------- |
| Stanley Timberlake | Bette Davis         | Marianne Mosa     |
| Roy Timberlake     | Olivia de Havilland | Gisela Hoeter     |
| Craig Fleming      | George Brent        | Axel Monjé        |
| Minerva Clay       | Hattie McDaniel     | Katharina Brauren |
| William Fitzroy    | Charles Coburn      | Gerhard Geisler   |

## Kritiken
„Nicht völlig überzeugendes Melodram von John Huston, der kurz zuvor “Die Spur des Falken” gedreht hatte. Bette Davis darf hier so ziemlich alles veranstalten, was im großen Buch der abgrundtief bösen Frauen geschrieben steht: sie spannt ihrer Schwester (Olivia de Havilland) den Mann aus, treibt ihn in den Selbstmord, will ihr den nächsten Bräutigam auch noch abspenstig machen, tötet ein Kind bei einem Verkehrsunfall und beschuldigt jemand anderen. Hinzu kommen deutliche Zeichen für eine inzestuöse Beziehung zu ihrem Onkel, so dass es kaum verwundert, wenn das Schicksal am Ende Gerechtigkeit à la Hollywood walten lässt.“

„‚In This Our Life‘ (›Ich will mein Leben leben‹) ist kein sehr guter Film; er wirkt überzogen und wenig überzeugend. Aber es ist ein interessanter Film mit starken Momenten.“

„Bosley Crowther von der New York Times meinte seinerzeit zum Film, „dass die Rolle der Stanley nur deswegen mit Bette Davis besetzt worden sei, um ihre so uncharakteristische angenehme Rolle in The Man Who Came to Dinner (›Der Mann, der zum Essen kam‹) etwas auszugleichen.“ Er erinnerte sich „an die ausgezeichnete Darstellung eines Südstaaten-Mädchens in The Little Foxes (›Die kleinen Füchse‹)“, kritisierte „die gekünstelte Darstellung der Davis im Film In This Our Live (›Ich will mein Leben leben‹)“ und schließt: „Ihr Böses ist so theatralisch, und so vollkommen unerklärlich, daß ihr Tod durch einen Autounfall der glücklichste Moment im Film ist.““

„Die überladene Pseudodramatik mindert die Überzeugungskraft des Films, dessen Produktion unter keinem sonderlich glücklichen Stern stand. Umbesetzungen waren notwendig, das Script wurde bis zur letzten Minute geändert, Nebenhandlungen, die auf Inzest schließen ließen, wurden eliminiert. Trotz seiner Starbesetzung bleibt der Film auch schauspielerisch glanzlos, und Bette Davis, in der Rolle der bösen Schwester, neigt hier, trotz der dämpfenden Eingriffe des Regisseurs, zu Übertreibungen.“

## DVD-Veröffentlichung
Die DVD ist am 13. Juni 2008 bei Warner Home Video erschienen. Auf ihr gibt es eine englische, eine deutsche und eine spanische Sprachversion. Es sind einige Specials enthalten, unter anderem auch der Original-Kinotrailer.